# Ayuntamiento de Thionville
El ayuntamiento de Thionville  (en francés: Hôtel de ville de Thionville) es la sede del ayuntamiento de la localidad francesa de Thionville, situada en el departamento de Mosela, en la región de Alsacia-Champaña-Ardenas-Lorena. El edificio, que originalmente fue concebido como un convento, fue designado monumento histórico por el gobierno francés en 1991.

## Historia
Inicialmente el edificio fue encargado como convento de la orden de las Clarisas (Orden de las Hermanas Pobres de Santa Clara). Las monjas de la orden se establecieron en Thionville en 1629, cuando la ciudad formaba parte de los Países Bajos Españoles. La orden gozó de la protección de la gobernadora, Isabel Clara Eugenia, quien inicialmente puso a su disposición una casa en la calle de la Vieille-Porte. Sin embargo, la casa, que databa del siglo XIV, estaba en muy mal estado de conservación y las monjas necesitaban urgentemente una nueva propiedad. El lugar que identificaron, cerca del puente sobre el río Mosela, les fue puesto a su disposición por el cardenal infante Fernando de Austria, quien sucedió a Isabel Clara Eugenia como gobernadora en 1633.
El nuevo convento estaba diseñado en estilo renacentista, construido en piedra de sillería y terminado en 1641. Fue gravemente dañado durante el asedio de Thionville por las tropas del duque de Enghien en 1643, durante la Guerra de los Treinta Años, y la restauración posterior culminó con la bendición de la capilla en 1665. En 1751 se construyó un pequeño edificio con dos viviendas al fondo del patio.
El Estado de Francia confiscó el convento y las monjas fueron expulsadas durante la Revolución Francesa. En un principio fue reconvertido para uso militar y los jacobinos tomaron posesión de la capilla, pero en noviembre de 1804 se convirtió en hospital. El edificio se amplió para ampliar su capacidad médica a mediados del siglo XIX.
Mientras tanto, los líderes cívicos buscaban un nuevo alojamiento para el gobierno municipal de la ciudad. Después de reunirse en el antiguo campanario del siglo XIV, los concejales se trasladaron a un edificio adyacente en la calle del Ancien-Hôtel-de-Ville en 1708, antes de trasladarse al antiguo palacio del gobernador a principios del siglo XIX. El consejo municipal seleccionó el antiguo convento como la nueva sede del ayuntamiento y se trasladó allí en 1898. En el interior, las nuevas salas creadas incluían la Salle de Conseil (sala del consejo) y la Salle de Mariages (sala de bodas).
Durante la Segunda Guerra Mundial, el edificio fue dañado por los bombardeos de la 90.ª División de Infantería estadounidense, lo que llevó a los líderes de la ciudad a mudarse a un alojamiento temporal, donde recibieron al comandante general del XX Cuerpo de los Estados Unidos, el general Walton Walker, durante la liberación de la ciudad el 12 de diciembre de 1944.
El 14 de octubre de 1973, en los jardines frente al ayuntamiento se inauguró un busto del estadista Robert Schuman, obra de François Cacheux. El busto fue robado en 1983 como parte de una protesta contra la competencia extranjera en la industria siderúrgica, pero fue recuperado del río Mosela y restaurado en su posición original en 1984. Una estructura urbana, diseñada por Stéphane Costarella y que representa un cohete espacial, se colocó temporalmente en los jardines, al este del busto de Schuman, en 2020. En febrero de 2023 se inició un importante programa de obras de restauración, que incluyó reparaciones en la fachada principal.

## Características
El diseño del edificio consta de un frente principal asimétrico de siete tramos que da al Quai Pierre Marchal. En la planta baja hay una columnata, formada por columnas cuadradas con impostas y arcos moldurados, que está fenestrada por ventanas abatibles en el primer y segundo piso y buhardillas a nivel del ático. En 1695 se añadió un ala adicional con una torre de tres niveles, que se proyecta hacia adelante, a la izquierda del edificio, mirando hacia la Rue du Pont (ahora Rue Georges Ditsch).